# Reggio Football Club 1925-1926
Questa pagina raccoglie i dati riguardanti il Reggio Football Club nelle competizioni della stagione  1925-1926.

## Stagione
La squadra disputò il campionato di Seconda Divisione nel girone Sicilia-Calabria. Nel girone figuravano anche Gargallo Siracusa, Stadium Palermo e Umberto I Messina. Il Reggio chiuse all'ultimo posto con una sola vittoria all'attivo (contro il Gargallo per 5-1).